# Garbacz (Sylczno)
Garbacz (kaszb. Grôbacz) – przysiółek wsi Sylczno w Polsce, położony w województwie pomorskim, w powiecie bytowskim, w gminie Parchowo, jest 1,1 km na północ od drogi krajowej nr 20 ze Stargardu do Gdyni.
W latach 1975–1998 przysiółek administracyjnie należał do województwa słupskiego.
Występuje również wariant nazewniczy Grabacz.